# Metro de Fuzhou
El Metro de Fuzhou (福州轨道交通) Es el proyecto del sistema de transporte masivo de la ciudad-prefectura de Fuzhou capital de la provincia de Fujian, República Popular China. Planeado desde 1995 la construcción comenzó en junio de 2009, y se espera completarla a finales de octubre de 2014 y empezó a funcionar las operaciones el 18 de mayo de 2016, por retrasos en la construcción En la actualidad el sistema consta de la línea 1, línea 2, línea 4, línea 5 y línea 6 con una longitud total de 143,5 kilómetros 

## Mapa
Las líneas en construcción , la Línea 1 de a norte a sur y la Línea 2 de oeste a este, con 40 estaciones en conjunto.
| Línea 1 (estaciones) 1. Xiangfeng (象峰) 2. Xiushan (秀山) 3. Luohanshan (罗汉山) 4. Fuzhou Railway Station (福州火车站) 5. Doumen (斗门) 6. Shudou (树兜) 7. Pingshan (屏山) 8. Dongjiekou (东街口) 9. Nanmendou (南门兜) 10. Chating (茶亭) 11. Dadao (达道) 12. Shangteng (上藤) 13. Sanchajie (三叉街) 14. Baihuting (白湖亭) 15. Huluzhen (葫芦阵) 16. Huangshan (黄山) 17. Paixia (排下) 18. Chengmen (城门) 19. Sanjiaocheng (三角埕) 20. Lulei (胪雷) 21. Fuzhou South Railway Station (福州火车南站) 22. Anping (安平) 23. Liangcuo (梁厝) 24. Xiayang (下洋) 25. Sanjiangkou (三江口) | Línea 2 (estaciones) 1. Suyang (苏洋) 2. Shadi (沙堤) 3. Shangjie (上街) 4. Jinyu (金屿) 5. Fuzhou University (福州大学) 6. Dongyu/Fujian Normal University (董屿·福建师大) 7. Houting (厚庭) 8. Juyuanzhou (桔园洲) 9. Hongwan (洪湾) 10. Jinshan (金山) 11. Jinxiang (金祥) 12. Xiangban (祥坂) 13. Ninghua (宁化) 14. Xiyang (西洋) 15. Nanmendou (南门兜) 16. Shuibu (水部) 17. Ziyang (紫阳) 18. Wuliting (五里亭) 19. Qianyu (前屿) 20. Shangyang (上洋) 21. Gushan (鼓山) 22. Yangli (洋里) |